# Coleophora halmodes
Coleophora halmodes é uma espécie de mariposa do gênero Coleophora pertencente à família Coleophoridae.